# Linda Sweeney
Linda Sweeney es una deportista estadounidense que compitió en triatlón. Ganó una medalla de oro en el Campeonato Mundial de Ironman de 1981.

## Palmarés internacional
| Campeonato Mundial | Campeonato Mundial     | Campeonato Mundial | Campeonato Mundial |
| Año                | Lugar                  | Medalla            | Prueba             |
| ------------------ | ---------------------- | ------------------ | ------------------ |
| 1981               | Hawái (Estados Unidos) | Medalla de oro     | Individual         |